# Туристичка организација Лесковац
| Туристичка организација Лесковац |                                  |
|                                  |                                  |
| Оснивач:                         | Град Лесковац                    |
| Седиште:                         | Масариков трг бб Лесковац Србија |
| Директор:                        | Небојша Коцић                    |
| Веб презентација                 |                                  |

Туристичка организација Лесковац је једна од јавних установа града Лесковца, проистекла из Туристичког савеза општине Лесковац, чији корени вуку у ране шездесете када је оснивано Туристичко друштво „Никола Скобаљић”.
Скупштина општине Лесковац је на седници одржаној 1. јуна 1995. године донела Одлуку о оснивању Туристичке организација општине Лесковац. Са добијањем статуса града, 30. јула 2009. године установа прераста у Туристичку организацију града Лесковца.
Туристичка организација града Лесковца се бави промоцијом и унапређењем туризма на територији града Лесковца, чије су активности подељене у три категорије:
- Информативно-пропагандне и промотивне (организације спецоијалних радио и Тв емисија о туризму, наступи на сајмовима и берзама туризма, сервисирање сајта са туристичким информацијама...)
- Издавачка делатност (издавање туристичких водича и информатора за округ и општину, издања туристичких и промо филмова, планова града, разгледница, сувенира са обележјима града  и околине...)
- Манифестације (организација „Роштиљијаде”, „Kарневала Лесковац”, „Лесковачких летњих фестивала”, „Изложба сувенира и туристичких публикација”...)

У оквиру етно-комплекса Шоп-Ђокић, налази се Туристичко-информативни центар (ТИЦ), отворен 24. новембра 2010. године.
Основна функција ТИЦ-а је пружање информација о туристичкој понуди града, његовим смештајним капацитетима, гастрономији, предстојећим манифестацијама, актуелним дешавањима у граду, културним збивањима...
Туристичка организација града Лесковца је организатор следећих манифестација
- Божићна чесница
- Дочек православне Нове године на тргу
- Изложба вина поводом Светог Трифуна
- Дани лесковачке мућкалице и шопског фолклора
- Лесковачки летњи фестивали
- Kарневал Лесковац
- Роштиљијада[3]
- Сабор посвећен Николи Скобаљићу[4]
- Изложба сувенира и туристичких публикација[5]
- Дочек Нове године на тргу